# Hallstahammars SK
Hallstahammars SK, bildad 8 augusti 1906, är en sportklubb i Hallstahammar. Klubben har under årens lopp haft mängder av olika sektioner, bl.a. fotboll, handboll, gymnastik, bandy ishockey, brottning, cykel, fri-idrott och simning för att nämna några på programmet. 1988 ombildades överstyrelsen och ersattes av HSK:s  Idrottsallians. De sektioner som hade sorterat under överstyrelsen, blev då egna juridiska HSK klubbar med medlemskap och gemensamma stadgar i HSK IA. Sedan 2017 har även HSK IA av olika skäl upphört.   

## Fotboll
Fotbollslaget för herrar spelade i Allsvenskan säsongerna 1931/1932 och 1938/1939. Laget spelar 2022 i division 5.
1931 togs tre spelare från Hallstahammar ut till en landskamp mot Lettland på Arosvallen i Västerås: Gustav Berg, Nils Berggren och målvakten Martin Larsson. Sverige vann med 6–0.

## Ishockey
Ishockeylaget för herrar utsågs säsongen 1995/1996 till "Sveriges sämsta ishockeylag" av Expressen.

## Bandy
I bandy spelade klubben i Sveriges högsta division säsongen 1941.

### Fotnoter
1. ↑  Martin Alsiö (25 februari 2004). ”De allsvenska klubbarnas födelsedagar”. Bolletinen. http://www.bolletinen.se/sfs/allsvenskan/grundades.pdf. Läst 10 oktober 2011.
2. ↑  ”Sverige – Lettland, 1931-07-26”. Svensk Fotboll. Arkiverad från originalet den 17 oktober 2022. https://web.archive.org/web/20221017160805/https://www.svenskfotboll.se/matchfakta/sverige-lettland-landskamper-herr-senior/1568055/. Läst 18 februari 2024.
3. ↑  ”HAIK”. Arkiverad från originalet den 21 februari 2005. https://web.archive.org/web/20050221042048/http://hem.passagen.se/magnus27/haik/haikhist.htm. Läst 1 augusti 2011.